# Freihung
Freihung ist ein Markt im Oberpfälzer Landkreis Amberg-Sulzbach und zählt zur Metropolregion Nürnberg. Die Marktgemeinde ist geprägt durch die Lage am Truppenübungsplatz Grafenwöhr und die dadurch bedingte Präsenz der US-Armee; zahlreiche Amerikaner leben in den Wohngebieten.

## Geografie

### Geografische Lage
Der Markt liegt in der nordöstlichen Ecke des Landkreises Amberg-Sulzbach zwischen den Städten Amberg, Weiden und Grafenwöhr.
Im Gemeindegebiet, mitten im Ort Kleinschönbrunn, liegt die Quelle des Flusses Vils.

### Gemeindegliederung
Es gibt 22 Gemeindeteile (in Klammern ist der Siedlungstyp angegeben):
- Blauenneuschacht (Einöde)
- Böcklmühle (Dorf)
- Elbart (Dorf)
- Freihung (Hauptort)
- Freihungsand (Weiler)
- Großschönbrunn (Pfarrdorf)
- Hämmerleinshof (Weiler)
- Hämmerleinsmühle (Weiler)
- Kleinschönbrunn (Dorf)
- Konradinsgrund (Weiler)
- Mauerhof (Einöde)
- Riedhof (Einöde)
- Rothaar (Dorf)
- Rumpelmühle (Weiler)
- Schallermühle (Einöde)
- Schickenhof (Weiler)
- Schmelzmühle (Einöde)
- Schwadermühle (Einöde)
- Seugast (Kirchdorf)
- Tanzfleck (Dorf)
- Thansüß (Kirchdorf)
- Weickenricht (Dorf)

## Geschichte

### Marktrecht

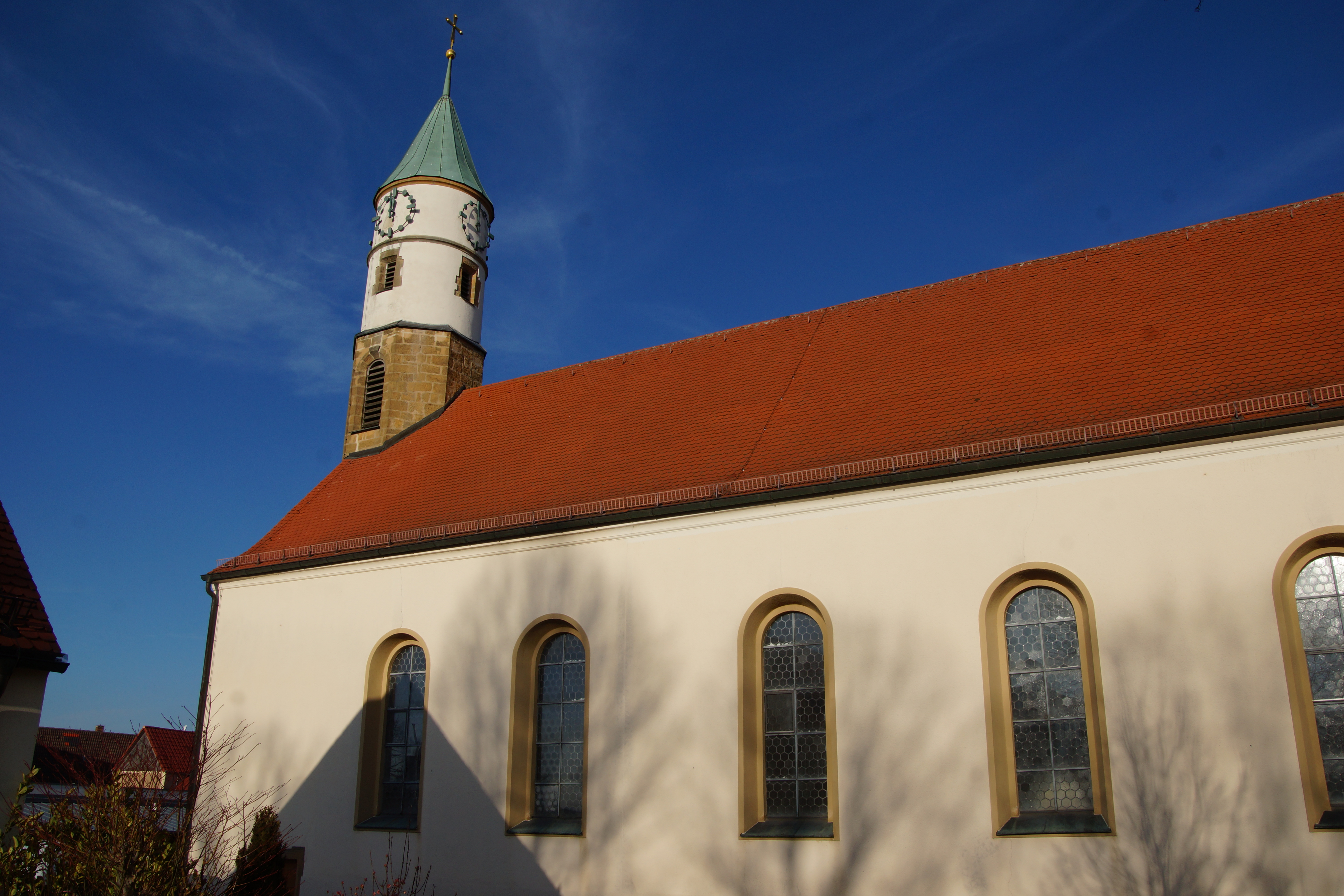
Freihung – Pfarrkirche zur Heiligen Dreifaltigkeit

Der Hauptort Freihung ist eine sehr späte Gründung, die mit der Geschichte des Bergbaues verbunden ist und damit in der Reihe anderer Bergbau-Gründungsstädte zu sehen ist.
Im Jahre 1569 verlieh Kurfürst Friedrich III. von der Pfalz der neuen Gründung bereits das Marktrecht zusammen mit dem Marktwappen und Siegel. Die das Wappen bestimmenden Symbole Hammer und Schlegel des Bergmannes sind bis heute enthalten.
Der alte Ortskern wurde planmäßig als Straßensiedlung entlang einer breiten Marktstraße angelegt, an der beidseitig die Bürgerhäuser standen.
Das älteste Haus des Ortes ist der so genannte ehemalige Zehentstadel, in dem sich die Bleikammer befand und die Abgaben an Blei gesammelt wurden.

### Bergbau

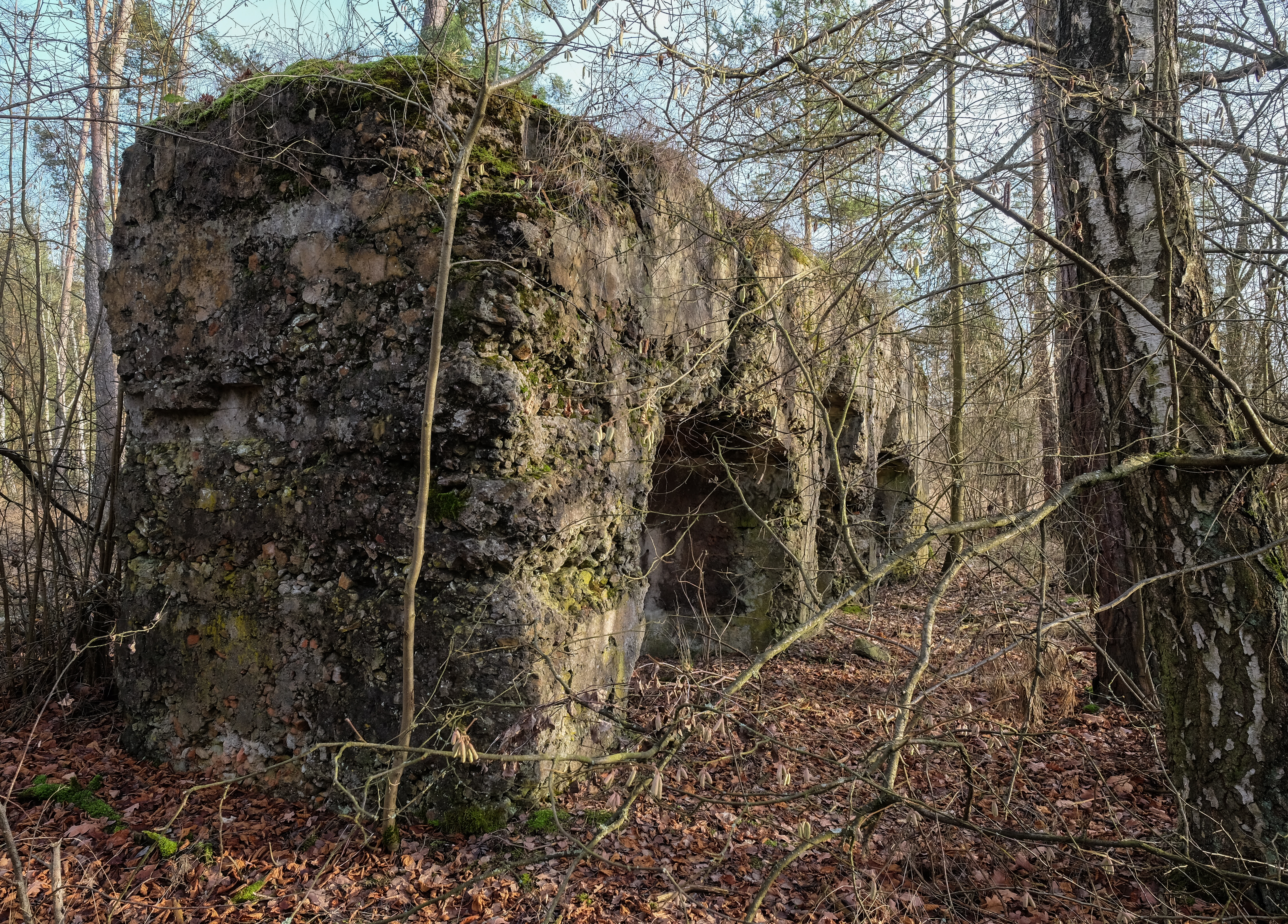
Fundamentreste der Bleierzgrube Vesuv

In Freihung wurde im 16. Jahrhundert Bleierz in Form von Weißblei (Cerussit, Bleicarbonat) entdeckt und dies führte zu einem raschen Aufstieg der neu entstandenen Bergwerkssiedlung. Südöstlich des Marktes Freihung befindet sich das größte Bleierzvorkommen Bayerns.
Urkundlich ist die Bleigewinnung im Raum Freihung für das Jahr 1529 belegt. Der Ortsname Freihung, 1427 erstmals genannt, weist jedoch auf die Vergabe von Bergfreiheiten (Bergrechten) hin. Damit besteht die Annahme, dass Bergbau bereits vorher betrieben wurde. Der Abbau erfolgte bis 1561 zunächst in den oberflächennahen Bereichen bis in eine Teufe von maximal 20–25 Metern.
Zur Förderung des Bergbaus wurden von dem Landesherren im Jahr 1542 Privilegien, so genannte Bergfreiheiten vergeben. Diese Sonderrechte, die denen der ein Jahr zuvor der Siedlung Erbendorf verliehenen Rechte entsprachen, ergaben den Ortsnamen Freihung von auf der Freiung, also auf dem Gebiet der Bergfreiheit. Die Sonderrechte betrafen insbesondere Steuerfreiheit für vier Jahre, Holznutzungsrechte und die Freizügigkeit. Damit sollten die notwendigen Experten angelockt werden, um den Bergbau voranzubringen. Die Freizügigkeit gewährte ihnen freie Niederlassung, aber auch das Recht zum freien Wegzug, was im Mittelalter und der frühen Neuzeit keine Selbstverständlichkeit war. Diese Rechte taten auch ihre Wirkung, so dass Bergbau-Experten aus ganz Süddeutschland kamen. Die Herkunft der Bergleute lässt sich in alten Dokumenten nachweisen.
Der Bergbau führte zu einem kurzen Boom, der auch angesehene Bürger aus der nahen Stadt Weiden, die im Eisen-Bergbau tätig waren, dazu veranlasste, sich in Freihung zeitweilig niederzulassen und sich im Bleibergbau zu betätigen. Bald waren die oberflächennahen Lagerstätten ausgebeutet und das Grundwasser wurde zum Problem. Daher wurden zwei Wasserlösungsstollen angelegt, in dem die Pingenzechen das eindringende Wasser ableiten konnten.
Einer dieser Entwässerungsstollen ist noch als Stollenbrunnen vorhanden und speist den Fluss Vils über einen Bach. Die schnelle Ausbeutung, Wasserprobleme und der Dreißigjährige Krieg, der in der Oberpfalz einen seiner Hauptschauplätze hatte, führten zu einem baldigen Niedergang des Bergbaus.
Anschließend gab es nur noch zaghafte Versuche, diesen wieder in Gang zu bringen. Teilweise wurden nur die alten Halden nach Resten von Bleierz durchgegraben.
Über 200 Jahre später hatte der Bergbau einen neuen Aufschwung. Ab 1860 begannen englische Unternehmer mit dem Untertagebergbau (Grube Vesuv) bei Elbart. Ab 1876 wurde der Bergbau durch die Bavarian Lead Mining Ltd., ein Unternehmen englischen Rechts, weitergeführt. 1884 waren über 400 Arbeiter beschäftigt. Nachdem 1890 die Betriebsgebäude durch einen Brand zerstört worden waren, wurde der Bergbau eingestellt.
Die letzten Bergbauaktivitäten nach Blei in Freihung fanden während des Zweiten Weltkrieges statt. Man erkundete die Lagerstätten mit einem Versuchsbergbau im Bereich des alten, 1890 eingestellten Bergwerks zur Sicherstellung der Rohstoff-Versorgung. Bei Kriegsende wurden die Pumpen abtransportiert und das Bergwerk lief voll Wasser. Anfang des 20. Jahrhunderts wurde auch Kaolin gewonnen.
Heute ist das Bergwerksgelände wegen der Gefahr von Einbrüchen Bergbau-Sperrgebiet. Dort befinden sich große Halden tauben Gesteins. Wegen des Bleigehalts sind sie seit vielen Jahrzehnten ohne Bewuchs. Der Bergbau ist noch ein wichtiges Gewerbe in der Gemeinde, allerdings wird heute Quarzsand für die Glasindustrie und Pegmatit abgebaut.

### Eingemeindungen
Im Zuge der Gebietsreform in Bayern wurden am 1. Januar 1972 der Großteil der Gemeinde Großschönbrunn (mit Ausnahme von Krickelsdorf, das nach Hirschau eingemeindet wurde) sowie die Gemeinden Seugast und Thansüß nach Freihung eingegliedert.

### Einwohnerentwicklung
Zwischen 1988 und 2018 sank die Einwohnerzahl von 2543 auf 2518 um 25 Einwohner bzw. um 1 %.

## Politik
- CSU: 7
- FWF: 5
- SPD: 2

### Marktgemeinderat
Der Gemeinderat hat 14 Sitze. Ein weiteres Mitglied und Vorsitzender des Marktgemeinderates ist der Bürgermeister. Bei der Kommunalwahl vom 15. März 2020 haben von den 2.012 stimmberechtigten Einwohnern in der Gemeinde Freihung 1.519 von ihrem Wahlrecht Gebrauch gemacht, womit die Wahlbeteiligung bei 75,50 % lag.

### Bürgermeister
Bei der Kommunalwahl 2020 wurde Uwe König (FW Freihung) in der Stichwahl mit 53,79 % der Stimmen gewählt. Sein Vorgänger war vom 1. Mai 2002 bis 30. April 2020 Norbert Bücherl (Freie Wählerschaft).

### Wappen
| | Blasonierung: „Geteilt; oben in Schwarz schräg gekreuzt ein silberner Bergmannshammer und eine silberne Hacke mit goldenen Stielen, unten die bayerischen Rauten.“ |
| Wappenbegründung: Die Hacke und der Hammer im oberen Teil des Wappens erinnern an den Bergbau in Freihung. Die Rauten entstammen dem landesherrlichen Schild. Früher war noch ein linksgewendeter, gekrönter pfalz-bayerischer Löwe als Schildhalter über dem Schild abgebildet. Dieser wurde im 19. Jahrhundert als widersehender goldener Löwe neben den Schild gestellt. Im Dienstsiegel wird der gekrönte Löwenkopf noch heute verwendet. Dieses Wappen wird seit 1569 geführt. | |

### Raumordnung
Der Markt ist Gründungsmitglied der Arbeitsgemeinschaft Obere Vils-Ehenbach AOVE GmbH, einem Zusammenschluss von inzwischen 9 Gemeinden zur Zusammenarbeit und gemeinsamen Entwicklung der Region.

## Baudenkmäler
- Schloss Freihung
- Katholische Pfarrkirche

## Verkehr
Freihung liegt an der Bahnstrecke Neukirchen–Weiden und ist äußerste Grenze des Verkehrsverbundes Großraum Nürnberg, 76 km vom Nürnberger Hauptbahnhof entfernt.
Die Bundesstraße 299 umgeht Freihung im Westen, die Staatsstraße 2166 durchquert den Ort in Ost-West-Richtung, die Kreisstraße AS 18 führt nach Süden Richtung Elbart.

## Söhne und Töchter der Gemeinde
- Hans Dietrich (1898–1945), geboren in Seugast, Lehrer und Politiker, Reichstagsabgeordneter
- Karl Müller (1879–1944), Politiker (NSDAP) und Bankier, in Thansüß geboren
- Johannes Stark (1874–1957), Physiker und Nobelpreisträger. Der berühmteste Sohn der Gemeinde ist auf dem Hofgut Schickenhof, damals Teil der Gemeinde Thansüß, geboren (Nationalsozialist und Verfechter der "deutschen Physik")
- Leo Feichtmeier (1933–2025), römisch-katholischer Priester und Aktivist gegen die atomare Wiederaufarbeitungsanlage Wackersdorf (WAA)